# Парваті
Парваті (санскр. पार्वती, трансліт. पार्वती, Pārvatī IAST, малаял. പാര്‍വതി, Parvathy, малай. Parwati, тай. Nang Uma-Devi) — індуська богиня. Парваті також розглядається як уособлення Шакті у найлагіднішому її аспекті, оскільки Парваті також розглядається як богиня-мати. Деякі школи індуїзму розглядають Парваті як верховну богиню, або вважають інших богинь її аватарами. Шактисти вважають її остаточною Шакті, втіленням сили Всесвіту.
Парваті номінально є другою дружиною Шиви, бога руйнування і відновлення. Але вона не відрізняється від його першої дружини Дакшаяні (Саті), а є її новим аватаром. Парваті також є матір'ю Ґанеші і Сканди (Картікеї). Деякі школи вважають її сестрою Вішну та донькою Гімалаїв.
Також відомі форми Парваті — Аннапурна та інші.
Коли Парваті зображується разом з Шивою, вона має дві руки, але коли окремо — чотири, та зазвичай верхи на тигрі або леві. Хоча Парваті дуже жіночна і лагідна, вона має певні риси Дурґи, Калі, Чанді і Махавідій.